# Чарльз Спенсер-Черчилль, 9-й герцог Мальборо
Чарльз Спенсер-Черчилль, 9-й герцог Мальборо (англ. Charles Richard John Spencer-Churchill, 9th Duke of Marlborough, 13 листопада 1871, Шімла, Британська Індія — 30 червня 1934, Бленгеймський палац, Вудсток, графство Оксфордшир, Велика Британія) — британський аристократ, військовий і консервативний політик, пер Англії з династії герцогів Мальборо. Мав титули графа Сандерленд (1871—1883) і маркіза Блендфорда (1883—1892). Відомий також як «Сонячний» Мальборо. Був британським солдатом і близьким другом свого першого двоюрідного брата Вінстона Черчилля.

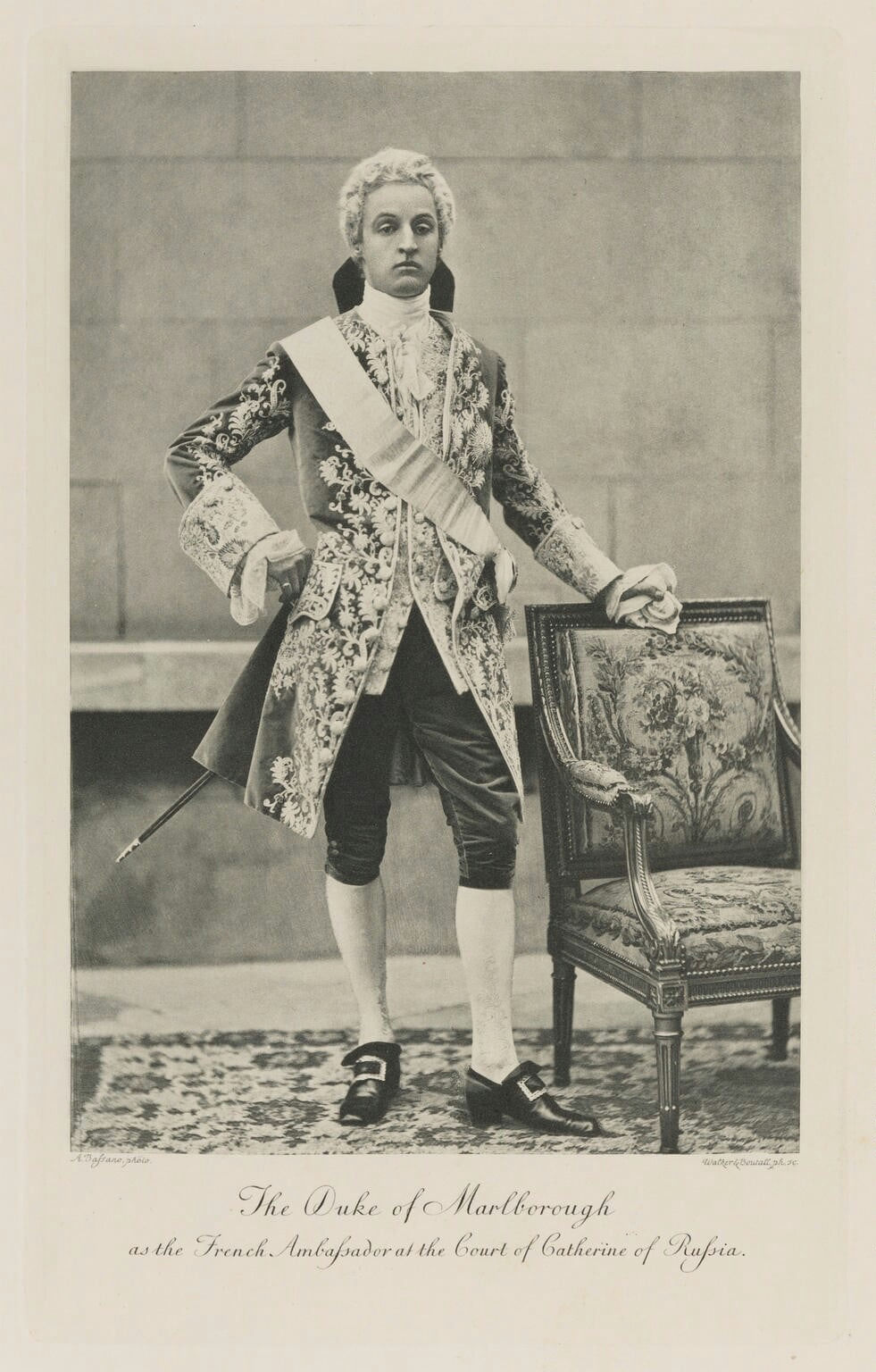
Чарльз Спенсер-Черчилль, 9-й герцог Мальборо. 1897

Єдиний син тодішнього маркіза Бландфордського, який у липні 1883 року став 8-м герцогом Марльборо, і леді Альберти Френсіс, дочки 1-го герцога Аберкорнського, народився в Шімлі у Британській Індії. Освіту здобував у Вінчестерському коледжі та Триніті-коледжі Кембриджського університету.
Після передчасної смерті батька в 1892 році ввійшов до Палати лордів. У 1899 році лорд Солсбері призначив його на посаду головного скарбника, яку він обіймав до 1902 року. У 1903—1905 роках був заступником міністра у справах колоній (його наступником на цій посаді був його перший двоюрідний брат, майбутній прем'єр-міністр Вінстон Черчилль).
У 1899 році він увійшов до складу Таємної ради. Під час Першої світової війни між 1917 і 1918 роками знову обіймав політичну посаду помічника парламенту в Раді сільського господарства та рибальства в коаліційному уряді Девіда Ллойда Джорджа. Свою останню промову він виголосив у Палаті лордів у грудні 1931 року.